# Zsófia Keresztes
Zsófia Keresztes (* 1985 in Budapest, Ungarn) ist eine Künstlerin mit Sitz in Budapest. Sie ist bekannt für ihre Skulpturen und Installationen, in denen sie sich mit dem Spannungsverhältnis von Realität und Virtualität auseinandersetzt.

## Leben und Arbeit
Keresztes wurde in Ungarn geboren und lernte in ihrer Schulzeit den Umgang mit Keramik. Nach der Schule studierte sie bis 2010 Malerei an der Ungarischen Universität der Bildenden Künste in Budapest.
In ihrer Ausstellung HOLYLAND im Jahr 2016 beschäftigte sie sich mit fiktiven Relikten des 21. Jahrhunderts sowie digitaler Kommunikation und Information. Diese fiktiven Relikte waren leere Verpackungen von Apple-Produkten, die sie in organische Skulpturen aus Schaumstoff einarbeitete und mit Fäden bedeckte. Die Fäden erinnerten an Kabel. In der Mitte von einem der Ausstellungsräume stand ein Router, auf dessen Antenne eine Kunstblume befestigt war. Nach Aussage der Künstlerin war der Ausstellungstitel Holyland der Name des WiFi-Netzwerks des Routers. Nachdem der Raum mit dem Router der einzige Ort war, an dem Daten empfangen werden konnten, sprach Keresztes ihn heilig. Damit spielte sie auf ironische Art die Abhängigkeit von digitaler Kommunikation und Information in unserer heutigen Gesellschaft an: Zuhause ist, wo es Internetanschluss gibt.
2017 gewann sie den Esterhazy Art Award, einen Förderpreis für junge ungarische Künstler.
2018 arrangierte Keresztes in der Ausstellung Facing Enemies, Melting Opposites 2018 in den Karlin Studios in Prag ihre Skulpturen wie eine Gruppe von Kriegern. Eine große Skulptur, Totem of Hidden Accounts, steht als Denkmal für die aktuelle Internetdynamik: Kupferstangen stützen einen Baldachin über einer Form, die einem Mund oder einem Portal ähnelt. Es ist ein Schrein unserer alltäglichen Kämpfe mit mehreren Konten und vergessenen Passwörtern, die das vernetzte Leben prägen. Die Symmetrie in dieser und anderen Arbeiten symbolisiert die virtuellen „Doppelgängern“ und Avatare.
2022 repräsentiert sie den ungarischen Pavillon bei der 59. Biennale in Venedig.

## Ausstellungen (Auswahl)

### Einzelausstellungen
- 2022: After Dreams: I Dare to Defy the Damage, 59. Biennale in Venedig, Italien

- 2018: Sticky Fragility, Gianni Manhattan, Wien, Österreich
- 2018: Facing Enemies, Melting Opposites, Karlin Studios, Prague, Tschechien
- 2016: HOLYLAND, Labor Gallery, Budapest, Ungarn
- 2011: Zsófia Keresztes, Le Vecteur, Charleroi, Belgien

### Gruppenausstellungen
- 2020: Dancing at the edge of the world, Sara Zanin Gallery, Rom, Italien
- 2019: 15th Lyon Biennale, Institut d’art contemporain de Villeurbanne, Frankreich
- 2019: Liquid Bodies, Philara Sammlung, Düsseldorf, Deutschland
- 2018: Éntomos, mit Anna Hulačová, Stadtgalerie Prag, Prag, Tschechien
- 2018: Jutro, Castor Projects, London, Großbritannien
- 2018: Orient, Kim? Museum für Zeitgenössische Kunst, Riga, Lettland
- 2017: Esterházy Art Award 2017, Ludwig Museum, Budapest, Ungarn
- 2017: Abstract Hungary, Halle für Kunst Steiermark, Graz, Österreich
- 2017: Endless Backup, Futurdome, Milan, Italien
- 2017: Textour, Künstlerforum, Bonn, Deutschland
- 2016: The existential space of virtuality, Erika Deák Gallery, Budapest, Ungarn
- 2015: #vaporfolk #hollyvoodoo. Sponsored by Amazon Readymades., Lust Gallery, Wien, Österreich
- 2014: Free Time, Exhibition of Csakoda Group, Institute of Contemporary Art, Dunaújváros, Ungarn
- 2012: Organs and Extasy, Central Slovakian Gallery, Banská Bystrica, Slowakei
- 2010: DECADENCE NOW! Visions of Excess, Museum of Decorative Arts, Prague, Tschechien
- 2009: Ryijy?, Cable Factory, Helsinki, Finnland